# 船帆座φ
船帆座φ，又名CP-53 3075，HD 86440、SAO 237522、HR 3940，是船帆座的一颗恒星，视星等为3.54，位于銀經279.35，銀緯0.11，其B1900.0坐标为赤經9h 53m 21s，赤緯-54° 0.11′ 30″。